# 23221 Delgado
23221 Delgado è un asteroide della fascia principale. Scoperto nel 2000, presenta un'orbita caratterizzata da un semiasse maggiore pari a 2,2942744 UA e da un'eccentricità di 0,1581941, inclinata di 4,08106° rispetto all'eclittica.